# Scarlatti Industries
Scarlatti Industries (auch Scarlatti Cars) war ein südafrikanischer Hersteller von Automobilen.

## Unternehmensgeschichte
Das Unternehmen aus Benoni begann 1983 mit der Produktion von Automobilen. Der Markenname lautete Scarlatti. 1984 endete die Produktion. Andere Quellen geben die Bauzeit unpräzise mit 1980er Jahren an.

## Fahrzeuge
Das einzige Modell war ein viersitziges Coupé. Die Basis bildete der Ford Cortina bzw. das Fahrgestell eines Ford aus amerikanischer Produktion. Darauf wurde eine Karosserie aus Kunststoff montiert. Ein V6-Motor mit 3000 cm³ Hubraum trieb die Fahrzeuge an. Zur Wahl standen ein manuelles Getriebe und ein Automatikgetriebe.